# Saint-Angel (Puy-de-Dôme)
Saint-Angel – miejscowość i gmina we Francji, w regionie Owernia-Rodan-Alpy, w departamencie Puy-de-Dôme.
Według danych na rok 1990 gminę zamieszkiwało 369 osób, a gęstość zaludnienia wynosiła 21 osób/km² (wśród 1310 gmin Owernii Saint-Angel plasuje się na 493. miejscu pod względem liczby ludności, natomiast pod względem powierzchni na miejscu 538.).